# Errol Zimmerman
Errol Zimmerman (Breda, 20 de abril de 1986) é um kickboxer curaçalino-holandês, luta pela Hemmers Gym em Breda, Holanda. Ele foi três vezes Campeão Holandês de Muay Thai e campeão dos torneios do K-1 World Grand Prix 2008 in Amsterdam e do SUPERKOMBAT Fight Club.
Ele competiu nas promoções do K-1, It's Showtime, SUPERKOMBAT e Glory. Zimmerman também fez lutas de MMA. Sua estreia foi no Peso Aberto no K-1 Dynamite!! 2008 contra o ícone do MMA japonês Ikuhisa Minowa. Zimmerman perdeu a luta por finalização com uma chave de dedo, um movimento raramente visto no MMA.

## Cartel no MMA
| Cartel no MMA   |           |            |
| 3 lutas         | 1 vitória | 2 derrotas |
| Por nocaute     | 1         | 0          |
| Por finalização | 0         | 2          |

| Res.    | Cartel | Oponente       | Método                         | Evento          | Data       | Round | Tempo | Local               | Notas                |
| ------- | ------ | -------------- | ------------------------------ | --------------- | ---------- | ----- | ----- | ------------------- | -------------------- |
| Derrota | 1–2    | Artur Szpilka  | Finalização (triângulo de mão) | KSW 105         | 26/04/2025 | 1     | 1:49  | Gliwice             |                      |
| Vitória | 1–1    | Tomasz Sarara  | Nocaute Técnico (socos)        | KSW 81          | 22/04/2023 | 2     | 3:53  | Tomaszów Mazowiecki | Estreia nos pesados. |
| Derrota | 0–1    | Ikuhisa Minowa | Finalização (chave de dedo)    | Dynamite!! 2008 | 31/12/2008 | 1     | 1:01  | Saitama             | Luta no peso aberto. |